# 파평윤씨 서윤공파 고택
파평 윤씨 서윤공파 고택(坡平 尹氏 庶尹公派 古宅)은 대전광역시 서구 괴곡동에 있는 조선시대의 가옥이다. 1992년 10월 28일 대전광역시의 문화재자료 제34호로 지정되었다.

## 개요
조선 인조 때 한성부서윤이라는 벼슬을 지낸 윤흡(1580∼1633)의 후손이 지은 집이다. 세운 시기를 정확하게 알 수 없으나 윤흡의 장손자인 윤섬 때 지은 것으로 알려져 있다.
원래는 안채 맞은편에 사랑채가 있었고 그 앞으로 삼문이 있었다고 하나 지금은 안채와 행랑채만 남아 있다. ㄷ자형 안채 오른쪽에 ㄴ자형 행랑채를 붙여 전체적으로 ㅁ자형 평면을 갖추고 있다.
안채는 중앙에 넓은 대청마루를 두고 좌우로 안방과 윗방·부엌·건넌방을 배치하였다. 대청마루에는 ‘영사당(永思堂)’이라고 쓴 현판이 걸려 있다.
행랑채는 앞면 7칸·옆면 1칸 규모이며 지붕은 옆면에서 볼 때 여덟 팔(八)자 모양을 한 팔작지붕이다. 행랑채를 따라 쪽마루가 길게 놓여 있어 생활에 편리하게 꾸몄다.
집 뒤로는 윤흡의 묘가 있고, 앞으로는 윤흡의 신도비(왕이나 고관 등의 평생업적을 비에 새겨 그의 묘 근처에 세우는 비)가 있다.

## 참고 자료
- 파평 윤씨 서윤공파 고택 - 국가유산청 국가유산포털